# Куэльо
Куэ́льо (Cuello) — руины города цивилизации майя в провинции Ориндж-Уолк (Orange Walk) в Белизе. Город представляет собой одно из старейших поселений майя. Город был заселён, предположительно, с 2000 года до н. э. до 1000 года н. э.
В Куэльо находятся храм, площади, небольшой дворец, жилые постройки и две подземные кладовые. Найденный в городе жемчуг из провинции, отдалённой от Куэльо приблизительно на 400 км, говорит в пользу существовавших торговых связей с дальними городами.
Куэльо был обнаружен в 1973 году Норманом Хаммондом (Norman Hammond). Название Куэльо происходит не из языка майя, а от расположенной неподалёку от руин фермы семьи Куэльо.